# Gällö skans
Gällö skans var en försvarsanläggning i Revsunds socken i Jämtland. Skansen var belägen invid nuvarande Gällö järnvägsstation längs färdleden mellan Bräcke och Östersund.
Den anlades och togs i bruk år 1644 under kriget mellan Sverige och Norge, som ledde till Brömsebrofreden år 1645.
År 1676 renoverades den, men fick sedan förfalla. Idag finns inga synliga lämningar efter skansen.